# Andrej Filatov
Andrej Vasil'evič Filatov (in russo Андре́й Васи́льевич Фила́тов?; Kryvyj Rih, 18 dicembre 1971) è un imprenditore e funzionario russo.
È presidente del consiglio di amministrazione della Tuloma Investment Company e coproprietario della società di trasporti ferroviari Globaltrans.
Nel 2012 la rivista Forbes ha valutato il suo patrimonio in 1,3 miliardi di dollari (al 960º posto nel mondo).

## Biografia
Nel 1993 ha conseguito un diploma di istruttore sportivo all'Accademia di educazione fisica e sport della Bielorussia, dove ha conosciuto ed è diventato amico di Ilya Smirin e Boris Gelfand. Nel 2003, assieme a Konstantin Nikolaev e Nikita Mishin, ha fondato a Mosca la società finanziaria Severstaltrans. 
Nel 2014 è stato eletto presidente della Federazione scacchistica russa (confermato nel 2018). In agosto dello stesso anno la FIDE, nel congresso di Tromsø, lo ha eletto Vice Presidente, incarico mantenuto fino al 2018. 
Nel 2015 l'Accademia russa delle arti lo ha eletto Accademico Onorario per il suo contributo allo sviluppo e alla popolarità dell'arte russa e sovietica.
In marzo 2016 l'ambasciatore francese in Russia, Jean-Maurice Ripert, gli ha attribuito il titolo di Cavaliere della Legion d'onore. In giugno il primo ministro russo Dmitrij Medvedev lo ha premiato con una Medaglia dell'ordine al merito per la Patria.
Andrej Filatov è stato il principale sponsor del Campionato del mondo di scacchi del 2012, che si è svolto nella Galleria Tret'jakov di Mosca, con un montepremi di 2,5 milioni di dollari. Nelle parole di Filatov – Nell'ospitare il campionato del mondo in un museo intendiamo sottolineare il legame tra il nostro gioco preferito e le arti, rendendo omaggio alla memoria dei grandi artisti russi nel senso più ampio, compresi i pittori, gli scrittori, i musicisti e i campioni di scacchi sovietici e russi.
Filatov è un collezionista di opere d'arte, in particolare di pittori sovietici e russi. Nella sua collezione figurano opere di Igor' Grabar', Pëtr Petrovič Končalovskij, Konstantin Korovin, Gelij Koržev, Viktor Popkov e Nikolaj Fechin. Il dipinto Ritratto dell'incisore J. Watts di Nikolaj Fechin vinse nel 1924 il premio Thomas R. Procter della National Academy of Design statunitense.